# Erebia trajanus
Erebia trajanus är en fjärilsart som beskrevs av Hormuzaki 1894. Erebia trajanus ingår i släktet Erebia och familjen praktfjärilar. Inga underarter finns listade i Catalogue of Life.